# Hylaeus murrumbidgeanus
Hylaeus murrumbidgeanus là một loài Hymenoptera trong họ Colletidae. Loài này được Houston mô tả khoa học năm 1981.